# NGC 1622
NGC 1622 је спирална галаксија у сазвежђу Еридан која се налази на NGC листи објеката дубоког неба.
Деклинација објекта је - 3° 11' 18" а ректасцензија 4h 36m 36,6s. Привидна величина (магнитуда) објекта NGC 1622 износи 13,1 а фотографска магнитуда 13,9. NGC 1622 је још познат и под ознакама MCG -1-12-36, NPM1G -03.0201, PGC 15635.